# Violet Evergarden
Violet Evergarden (ヴァイオレット・エヴァーガーデン Vaioretto Evāgāden?) es una serie de novelas ligeras japonesas escritas por Kana Akatsuki e ilustradas por Akiko Takase. Las novelas ganaron el gran premio en la quinta entrega de los Kyoto Animation Award's en 2014, siendo las primeras en obtener un gran premio en tres categorías (novela, escenario y manga). Kyoto Animation publicó la primera novela ligera el 25 de diciembre de 2015 bajo la imprenta KA Esuma Bunko. Una adaptación a serie de anime producida por Kyoto Animation se estrenó en enero de 2018, con varios adelantos teniendo lugar en 2017.
La primera película animada titulada Violet Evergarden: La eternidad y la muñeca de recuerdos automáticos, producida también por Kyoto Animation, fue estrenada en Japón el 6 de septiembre de 2019, mientras que en Latinoamérica fue estrenada el 14 de febrero de 2020 por Konnichiwa Festival. El 2 de abril de 2020, Netflix añadió a su catálogo esta película incluida con doblaje latino.
Una segunda película animada, producida de nuevo por Kyoto Animation y titulada Violet Evergarden: The Movie, iba a ser estrenada en cines japoneses el 24 de abril de 2020, pero fue pospuesta debido a la pandemia de COVID-19. Finalmente fue estrenada en Japón el 18 de septiembre de 2020. Esta película da final a la serie de anime.

## Argumento
Violet Evergarden es una joven huérfana a la que de pequeña el ejército de Leiden tomó como arma de guerra, excepto el comandante Gilbert Bougainvillea, que estaba a cargo de ella. Una vez acabada la guerra, tuvo que abandonar el campo de batalla y separarse de este mismo, sin siquiera poder entender ciertas palabras que recibió de su comandante Gilbert Bougainvillea en su último encuentro. Violet queda al cuidado de Claudia Hodgins, compañero y amigo de Gilbert, además de ser recibida por la familia Evergarden por órdenes de Gilbert. Así, Violet comienza a trabajar en la Compañía Postal CH y conmovida por el oficio de Auto Memory Doll ("Muñeca de recuerdos automáticos", en español), que llevan los pensamientos de la gente y los convierten en palabras por medio de cartas, nuestra protagonista decide convertirse en una para obtener respuestas sobre las últimas palabras de Gilbert.

## Personajes
Violet Evergarden (ヴァイオレット・エヴァーガーデン Vaioretto Evāgāden?)
Voz por: Yui Ishikawa
Auto Memory Doll recién llegada a la compañía postal CH. Quiere saber el significado de "ciertas palabras" que recibió de Gilbert cuando era todavía un soldado.
Claudia Hodgins (クロウディア・ホッジンズ Kuroudia Hojjinzu?)
Voz por: Takehito Koyasu
Excomandante del ejército y amigo del comandante Gilbert. Fundó la compañía postal CH de la que es presidente. Curiosamente, a pesar de ser varón, tiene un nombre femenino; esto se debe al gran deseo de sus padres de tener una niña.
Gilbert Bougainvillea (ギルベルト・ブーゲンビリア Giruberuto Būgenbiria?)
Voz por: Daisuke Namikawa
Comandante de los Leiden Shaf Rich Army. Fue el mentor de Violet y la atesora por encima de todo.
Cattleya Baudelaire (カトレア・ボードレール Katorea Bōdorēru?)
Voz por: Aya Finō
Auto Memory Doll que trabaja en la compañía postal CH. Siempre ha permanecido cerca de Hodgins incluso antes de trabajar allí.
Benedict Blue (ベネディクト・ブルー Benedikuto Burū?)
Voz por: Kōki Uchiyama
Cartero de la compañía postal CH.
Iris Cannary (アイリス・カナリ Airisu Kanarī?)
Voz por: Haruka Tomatsu
Auto Memory Doll novata con un espíritu inquebrantable que trabaja en la compañía postal CH.
Erica Brown (エリカ・ブラウン Erika Buraun?)
Voz por: Minori Chihara
Auto Memory Doll tranquila y tímida. No confía en su propio trabajo como Auto Memory Doll y se deja influir fácilmente por otras opiniones además de tomarse las críticas sobre su trabajo en serio y con el corazón.
Lux Sibyl (ラックス・シビュラ Rakkusu Shibyura?)
Es una chica que Violet trajo de una "misión" cuando ya era una Auto Memory Doll, y se convierte en la secretaria del Presidente Hodgins.

## Media

### Novelas ligeras

#### Lista de volúmenes
| N.º | Título | Fecha de lanzamiento    | ISBN original          |
| --- | ------ | ----------------------- | ---------------------- |
| 1   | «1»    | 25 de diciembre de 2015 | ISBN 978-4-907064-43-3 |
| 2   | «2»    | 26 de diciembre de 2016 | ISBN 978-4-907064-44-0 |

### Anime
La adaptación al anime fue primero anunciada vía un comercial del primer volumen de las novelas ligeras en mayo del 2016. En junio de 2017, Kyoto Animation anunció que Anime Expo, AnimagiC y C3 AFA Singapore 2017 serían los anfitriones de la première del primer episodio. El anime se estrenó el 11 de enero del 2018 en Japón. La serie está bajo la dirección de Taichi Ishidate en Kyoto Animation con el guion escrito por Reiko Yoshida. Akiko Takase diseñó los personajes y Yota Tsuruoka manejó la dirección de sonido. El compositor de la banda sonora es Evan Call. TRUE realizó el tema de apertura titulado "Sincerely", mientras que la cantante Minori Chihara interpretó el tema de cierre titulado como "Michishirube".